# Сизовка
Сизо́вка (до 1945 года Сая; укр. Сизівка, крымскотат. Saya, Сая) — село в Сакском районе Республики Крым центр Сизовского сельского поселения (согласно административно-территориальному делению Украины — Сизовского сельского совета Автономной Республики Крым).

## Население
| 2001 | 2014  |
| ---- | ----- |
| 1987 | ↘1814 |

Всеукраинская перепись 2001 года показала следующее распределение по носителям языка
| Язык             | Процент |
| ---------------- | ------- |
| русский          | 59.74   |
| крымскотатарский | 24.91   |
| украинский       | 13.69   |
| другие           | 0.3     |

### Динамика численности
| - 1806 год — 141 чел. - 1864 год — 96 чел. - 1892 год — 142 чел. - 1900 год — 134 чел. - 1915 год — 252 чел. - 1918 год — 30 чел. | - 1926 год — 190 чел. - 1974 год — 1622 чел. - 2001 год — 1987 чел. - 2009 год — 1747 чел. - 2014 год — 1814 чел. |

## Современное состояние
На 2016 год в Сизовке числится 18 улиц, 2 «территории» и 1 переулок; на 2009 год, по данным сельсовета, село занимало площадь 163,8 гектара, на которой в 678 дворах числилось 1747 жителей. В селе действуют средняя школа, Дом культуры, детский сад «Светлячок», сельская библиотека, врачебная амбулатория, действует храм святого преподобного Антония Великого, село газифицировано. Сизовка связана автобусным сообщением с Саками и соседними населёнными пунктами.

## География
Сизовка — село на северо-востоке района, в степном Крыму, у стыка границ с Первомайским и Красногвардейским районом, высота над уровнем моря — 71 м. Соседние сёла: Стахановка Первомайского района в 5 км на восток, Трактовое Красногвардейского района — в 6 км на юг и Ильинка в 7 км на запад. Расстояние до райцентра — около 40 километров (по шоссе), ближайшая железнодорожная станция — Элеваторная в 26 километрах.Транспортное сообщение осуществляется по региональной автодороге 35Н-488 от Сак до шоссе 35К-001 Красноперекопск — Симферополь (по украинской классификации С-0-11241).

## История
Первое документальное упоминание села встречается в Камеральном Описании Крыма… 1784 года, судя по которому, в последний период Крымского ханства в Ташлынский кадылык Акмечетского каймаканства входило село Саиде. После присоединения Крыма к России (8) 19 апреля 1783 года, (8) 19 февраля 1784 года, именным указом Екатерины II сенату, на территории бывшего Крымского Ханства была образована Таврическая область и село было приписано к Евпаторийскому уезду. После Павловских реформ, с 1796 по 1802 год, входило в Акмечетский уезд Новороссийской губернии. По новому административному делению, после создания 8 (20) октября 1802 года Таврической губернии, Сая было включено в состав Урчукской волости Евпаторийского уезда.
По Ведомости о волостях и селениях, в Евпаторийском уезде с показанием числа дворов и душ… от 19 апреля 1806 года в селе Сая числился 21 двор, 138 крымских татар и 3 ясыров. На военно-топографической карте 1817 года село Сая обозначено с 20 дворами. После реформы волостного деления 1829 года Сая, согласно «Ведомости о казённых волостях Таврической губернии 1829 года», осталось в составе Урчукской волости. На карте 1836 года в деревне 34 двора, как и на карте 1842 года.
В 1860-х годах, после земской реформы Александра II, село приписали к Абузларской волости того же уезда. Согласно «Памятной книжке Таврической губернии за 1867 год», село Саия было покинуто жителями в 1860—1864 годах, в результате эмиграции крымских татар, особенно массовой после Крымской войны 1853—1856 годов, в Турцию и вновь заселено татарами. В «Списке населённых мест Таврической губернии по сведениям 1864 года», составленном по результатам VIII ревизии 1864 года, Сая — татарское село, с 12 дворами, 96 жителями и мечетью при колодцах. По обследованиям профессора А. Н. Козловского 1867 года, вода в колодцах деревни была солоновато-горькая, а их глубина достигала 26—30 саженей (55—63 м). На трёхверстовой карте Шуберта 1865—1876 года в селении Сая 12 дворов), В Памятной книге Таврической губернии 1889 года Сая не записано, но, согласно энциклопедическому словарю «Немцы России», в 1885 году в село заселились крымские немцы лютеране. Согласно «…Памятной книжке Таврической губернии на 1892 год», в селе Сая, входившем в Биюк-Токсабинский участок, числилось 142 жителя в 20 домохозяйствах.
Земская реформа 1890-х годов в Евпаторийском уезде прошла после 1892 года, в результате Саю приписали к Кокейской волости. По «…Памятной книжке Таврической губернии на 1900 год» в селе Сая числилось 134 жителя в 29 дворах. По Статистическому справочнику Таврической губернии. Ч.II-я. Статистический очерк, выпуск пятый Евпаторийский уезд, 1915 год, в экономии Сая (Лютца и Бишлера) Кокейской волости Евпаторийского уезда числилось 8 дворов (2 двор с землёй, 6 — безземельные) с немецким населением в количестве 80 человек приписных жителей и 172 — «посторонних», из которых 121 мужчин и 87 женщин. В экономии числилось 3330 десятин удобной земли. В хозяйстве имелось 145 лошадей, 332 вола, 75 коров и 1295 голов мелкого скота. В 1918 году в селении было 30 жителей.
После установления в Крыму Советской власти в 1920 году в селе создан показательный совхоз «Саи» (впоследствии — племенной совхоз-завод «Черноморский»). По постановлению Крымревкома от 8 января 1921 года № 206 «Об изменении административных границ» была упразднена волостная система и село вошло в состав Евпаторийского района Евпаторийского уезда, а в 1922 году уезды получили название округов. 11 октября 1923 года, согласно постановлению ВЦИК, в административное деление Крымской АССР были внесены изменения, в результате которых округа были отменены и произошло укрупнение районов — территорию округа включили в Евпаторийский район. Согласно Списку населённых пунктов Крымской АССР по Всесоюзной переписи 17 декабря 1926 года, в селе Сая, Кокейского сельсовета Евпаторийского района, числилось 18 дворов, из них 16 крестьянских, население составляло 89 человек, из них 49 немцев, 23 украинца и 17 русских. Одноимённом совхозе было 46 дворов, население 101 человек (43 русских, 36 украинцев, 17 немцев, 1 белорус, 1 грек, 1 латыш, 2 записаны в графе «прочие». Постановлением Президиума КрымЦИКа «Об образовании новой административной территориальной сети Крымской АССР» от 26 января 1935 года был создан Сакский район и село включили в его состав. Видимо, тогда же был образован Саинский сельсовет, поскольку на 1940 год он уже существовал (в коем село состоит всю дальнейшую историю). Вскоре после начала Великой Отечественной войны, 18 августа 1941 года крымские немцы были выселены, сначала в Ставропольский край, а затем в Сибирь и северный Казахстан. В сентябре — октябре 1941 года, во время обороны Крыма, у села был создан аэродром, на котором базировались истребители 1-го авиаполка ВВС 51-й отдельной армии (самолёты И-15бис и И-16).
После освобождения Крыма от фашистов в течение 18-21 мая 1944 года по приказу Иосифа Сталина и по постановлению Государственного комитета обороны СССР от 11 мая 1944 года из Крыма были депортированы все жители крымскотатарской национальности, что привело к острой нехватке человеческого ресурса, что побудило власти 12 августа 1944 года принять постановление № ГОКО-6372с «О переселении колхозников в районы Крыма», по которому в район из Курской и Тамбовской областей РСФСР в район переселялись 8100 колхозников, а в начале 1950-х годов последовала вторая волна переселенцев из различных областей Украины. Указом Президиума Верховного Совета РСФСР от 21 августа 1945 года Саи был переименован в Сизовку и Саинский сельсовет — в Сизовский. С 25 июня 1946 года Сизовка в составе Крымской области РСФСР. 26 апреля 1954 года Крымская область была передана из состава РСФСР в состав УССР. Указом Президиума Верховного Совета УССР «Об укрупнении сельских районов Крымской области», от 30 декабря 1962 года село присоединили к Евпаторийскому району. 1 января 1965 года, указом Президиума ВС УССР «О внесении изменений в административное районирование УССР — по Крымской области», Евпаторийский район был упразднён и село включили в состав Сакского (по другим данным — 11 февраля 1963 года). 8 апреля 1971 года чабану совхоза «Черноморский» Семёну Бему присвоено звание Герой Социалистического Труда. На 1974 год в Сизовке числилось 1622 жителя. С 12 февраля 1991 года село в восстановленной Крымской АССР, 26 февраля 1992 года переименованной в Автономную Республику Крым. С 21 марта 2014 года в составе Крыма аннексирована Россией.